# John Edensor Littlewood
John Edensor Littlewood FRS (Rochester (Kent), 9 de junho de 1885 — Cambridge, 6 de setembro de 1977) foi um matemático inglês. Na sua carreira teve longa colaboração com Godfrey Harold Hardy.

## Vida
Littlewood frequentou a St Paul's School em Londres, onde foi aluno de Francis Sowerby Macaulay, conhecido por suas contribuições à teoria do ideal. Estudou no Trinity College (Cambridge), e foi questionador sênior no Matematical Tripos de 1905. Foi eleito membro do Trinity College em 1908 e, após passar três anos na Cátedra Richardson de Matemática Aplicada na Universidade de Manchester, sua carreira completa ocorreu na Universidade de Cambridge.
Foi nomeado professor da Cátedra Rouse Ball de Matemática em 1928, retirando-se do cargo em 1950. Foi eleito Membro da Royal Society em 1916, premiado com a Medalha Real em 1929, com a Medalha De Morgan em 1938, com a Medalha Sylvester em 1943, a Medalha Copley em 1958 e o Prêmio Berwick Sênior em 1960. Foi presidente da London Mathematical Society, de 1941 a 1943.

## Trabalho
A maior parte do trabalho de Littlewood foi no campo da análise matemática. Ele começou a pesquisa sob a supervisão de Ernest William Barnes, que sugeriu que ele tentasse provar a hipótese de Riemann: Littlewood mostrou que se a hipótese de Riemann é verdadeira, então o teorema do número primo segue e obteve o termo de erro. Este trabalho lhe rendeu sua bolsa da Trindade. No entanto, a ligação entre a hipótese de Riemann e o teorema dos números primos já havia sido conhecida antes na Europa Continental, e Littlewood escreveu mais tarde em seu livro, A Mathematician's Miscellany que sua redescoberta do resultado não lançou uma luz positiva sobre a natureza isolada da matemática britânica na época.

### Teoria da distribuição dos números primos
Em 1914, Littlewood publicou seu primeiro resultado no campo da teoria analítica dos números sobre o termo de erro da função de contagem de primos. Se π(x) denota o número de primos acima de x, então o teorema do número primo implica que π(x) ~ Li(x), onde {\displaystyle \operatorname {Li} (x)=\int _{2}^{x}{\frac {dt}{\log t}}} é conhecida como integral logarítmica euleriana. Evidências numéricas parecem sugerir que π(x) < Li(x) para todos os x. Littlewood, no entanto, provou que a diferença π(x) − Li(x) muda de sinal infinitamente frequentemente.

### Colaboração com G. H. Hardy
Littlewood colaborou por muitos anos com G. H. Hardy. Juntos, eles criaram a primeira conjectura Hardy-Littlewood, uma forma forte da conjectura primo gêmea, e a segunda conjectura Hardy-Littlewood.

#### Ramanujan
Ele também, com Hardy, identificou o trabalho do matemático indiano Srinivasa Ramanujan como o de um gênio e o apoiou em viajar da Índia para trabalhar em Cambridge. Um matemático autodidata, Ramanujan mais tarde tornou-se membro da Royal Society, membro do Trinity College, Cambridge, e amplamente reconhecido como em pé de igualdade com outros gênios, como Euler e Jacobi.

### Colaboração com Mary Cartwright
No final da década de 1930, quando a perspectiva de guerra se aproximava, o Departamento de Pesquisa Científica e Industrial buscou o interesse de matemáticos puros nas propriedades de equações diferenciais não lineares que eram necessárias para engenheiros de rádio e cientistas. Os problemas atraíram Littlewood e Mary Cartwright, e eles trabalharam neles de forma independente durante os 20 anos seguintes.
Os problemas em que Littlewood e Cartwright trabalharam diziam respeito a equações diferenciais decorrentes das primeiras pesquisas sobre radar: seu trabalho prenunciava a teoria moderna dos sistemas dinâmicos. A desigualdade de 4/3 de Littlewood nas formas bilinear foi um precursor da teoria posterior da norma tensora de Grothendieck.